# Льюїстон (Мен)
Льюїстон (англ. Lewiston) — друге найбільше місто в окрузі Андроскоґґін штату Мен. Населення — 37 121 особа (2020).

## Географія
Через Льюїстон протікає річка Андроскоггін, яка розташована на західній межі міста.
Льюїстон розташований за координатами 44°5′23″ пн. ш. 70°10′20″ зх. д. / 44.08972° пн. ш. 70.17222° зх. д. (44.089594, -70.172185).  За даними Бюро перепису населення США в 2010 році місто мало площу 92,03 км², з яких 88,44 км² — суходіл та 3,60 км² — водойми.

### Клімат
| Клімат : Льюїстон     | Клімат : Льюїстон | Клімат : Льюїстон | Клімат : Льюїстон | Клімат : Льюїстон | Клімат : Льюїстон | Клімат : Льюїстон | Клімат : Льюїстон | Клімат : Льюїстон | Клімат : Льюїстон | Клімат : Льюїстон | Клімат : Льюїстон | Клімат : Льюїстон | Клімат : Льюїстон |
| Показник              | Січ.              | Лют.              | Бер.              | Квіт.             | Трав.             | Черв.             | Лип.              | Серп.             | Вер.              | Жовт.             | Лист.             | Груд.             | Рік               |
| Середній максимум, °C | −1,7              | 0,0               | 5,0               | 11,7              | 18,9              | 23,9              | 27,2              | 26,1              | 21,1              | 15,0              | 7,8               | 0,6               | 13,0              |
| Середній мінімум, °C  | −11,7             | −10,6             | −4,4              | 1,1               | 7,2               | 12,8              | 16,1              | 15,6              | 10,6              | 5,0               | −0,6              | −7,8              | 2,8               |
| Норма опадів, мм      | 89                | 86                | 102               | 104               | 94                | 94                | 86                | 81                | 76                | 99                | 127               | 114               | 1151              |
| --------------------- | ----------------- | ----------------- | ----------------- | ----------------- | ----------------- | ----------------- | ----------------- | ----------------- | ----------------- | ----------------- | ----------------- | ----------------- | ----------------- |
| Джерело: Weatherbase  |                   |                   |                   |                   |                   |                   |                   |                   |                   |                   |                   |                   |                   |

## Освіта

#### Університети та коледжі
У місті є Бейтський коледж, університет південного Мену, університет Каплана.

## Медицина
У місті є дві регіональні лікарні: «Центральний Медичний центр Мена» та «Регіональний Медичний центр Святої Марії».

## Відомі особистості
- Патрік Демпсі — актор, зірка серіалу «Анатомія Грей»
- Кларенс Вайт — гітарист і учасник рок-гурту The Byrds
- Джоуї Гамаш — боксер

## Демографія
Згідно з переписом 2010 року, у місті мешкали 36 592 особи в 15 267 домогосподарствах у складі 8622 родин. Густота населення становила 398 осіб/км².  Було 16731 помешкання (182/км²).
Расовий склад населення:
| - 86,6 % — білих - 8,7 % — чорних або афроамериканців - 1,0 % — азіатів - 0,4 % — корінних американців |

До двох чи більше рас належало 2,6 %. Частка іспаномовних становила 2,0 % від усіх жителів.
За віковим діапазоном населення розподілялося таким чином: 22,1 % — особи молодші 18 років, 62,4 % — особи у віці 18—64 років, 15,5 % — особи у віці 65 років та старші. Медіана віку мешканця становила 37,4 року. На 100 осіб жіночої статі у місті припадало 92,6 чоловіків;  на 100 жінок у віці від 18 років та старших — 90,0 чоловіків також старших 18 років.
Середній дохід на одне домашнє господарство  становив 50 132 долари США (медіана — 37 500), а середній дохід на одну сім'ю — 60 913 долари (медіана — 51 469). Медіана доходів становила 42 592 долари для чоловіків та 31 849 доларів для жінок. За межею бідності перебувало 23,1 % осіб, у тому числі 38,0 % дітей у віці до 18 років та 12,0 % осіб у віці 65 років та старших.
Цивільне працевлаштоване населення становило 17 323 особи. Основні галузі зайнятості: освіта, охорона здоров'я та соціальна допомога — 28,2 %, роздрібна торгівля — 13,1 %, виробництво — 12,1 %.

## Місто в кіно
- Королівський шпиталь